# Monte Porreiro
Monte Porreiro est un quartier résidentiel de la ville de Pontevedra (Espagne). C'est le siège de l'Université nationale d'enseignement à distance dans la province de Pontevedra. Le quartier dispose d'un centre de santé, d'une école et d'un lycée et d'une église paroissiale depuis la fin du XXe siècle, son saint patron étant le Bon Pasteur. Il y a également des espaces verts, étant le plus important le parc du Belvédère.

## Géographie
Monte Porreiro est un quartier situé au nord-est de la ville. Il est bordé au nord et à l'ouest par le fleuve Lérez, à l'est par le lieu-dit de Mourente et au sud par le quartier de A Seca.

## Étymologie
Le nom Monte Porreiro trouve son origine dans la raideur du terrain de ce lieu. Porreiro vient de porro-porrera qui signifie pentes abondantes et le nom du quartier Monte Porreiro désigne une "montagne aux pentes raides".

## Histoire
Au début du XXe siècle, en 1900, Casimiro Gómez, un riche propriétaire terrien, a acheté un domaine de 70 hectares à Monte Porreiro, l'ancienne métairie de San Antonio Abad, qu'il a appelé Villa Buenos Aires. Il l'a ainsi appelée en raison du lien étroit qu'il avait avec l'Argentine, où il avait fait fortune. Il en a fait une belle et riche exploitation agricole où il passait ses vacances. II y cultivait des vignes et des arbres fruitiers, réservant une grande étendue de terre pour l'élevage. Les produits du domaine ont reçu des prix importants dans différentes expositions.
Afin de tirer le meilleur parti de la richesse des sources minérales médicinales de la région, il a réalisé un projet de création d'une station thermale. La haute société de Pontevedra du début du XXe siècle a assisté à l'inauguration des Thermes de Lérez le 22 août 1906. L'hôtel et l'établissement thermal créés en 1906 par Casimiro Gómez étaient un point de rencontre pour les hommes politiques influents, les aristocrates et les membres de la royauté de l'époque, qui profitaient des eaux médicinales (eaux émanant des sources de Monte Porreiro et Aceñas) et des sentiers de promenade qui entouraient ce domaine, aujourd'hui disparu. Casimiro Gómez a commercialisé les eaux minérales sous la marque Aguas Lérez dans des bouteilles destinées à la consommation domestique qui ont été vendues dans des pays tels que les États-Unis, l'Angleterre, l'Égypte, l'Inde et l'Australie. En 1907, la marque a reçu plusieurs prix et le roi Alphonse XIII lui-même a félicité Casimiro Gómez pour sa grande qualité. La même année, il a reçu le titre de fournisseur de la maison royale espagnole. L'infante Elena, qui a visité les thermes en 1914, le marquis de Riestra, Montero Ríos, Cobián Roffignac et le ministre José Canalejas, entre autres, ont été d'illustres visiteurs des thermes.
Lorsque la Première Guerre mondiale éclate, Casimiro Gómez retourne en Argentine pour devenir fournisseur des pays participant à la Grande Guerre. Il est revenu à Monte Porreiro à la fin de la Première Guerre Mondiale, mais la mode des stations thermales était passée et l'activité du domaine a été réorientée vers une ferme expérimentale. Il a construit l'un des premiers courts de tennis de Galice sur son domaine.
Le quartier Monte Porreiro a été développé sur la base d'un plan partiel dérivé du plan général de 1968, dans lequel l'ancien grand domaine Buenos Aires a été inclus comme terrain de réserve résidentiel. En 1969, une maquette a été présentée de ce qu'on appelait alors le gigantesque lotissement Monte Porreiro, dans lequel plus de 2 000 logements de différents types étaient prévus sur une superficie de 68 hectares. Dans les années 1970, l'organisation urbaine et l'aménagement de Monte Porreiro a commencé, avec la construction d'un certain nombre de maisons dans la rue Royaume-Uni, qui a été suivie par des tours modernes sur le versant le plus haut du domaine.

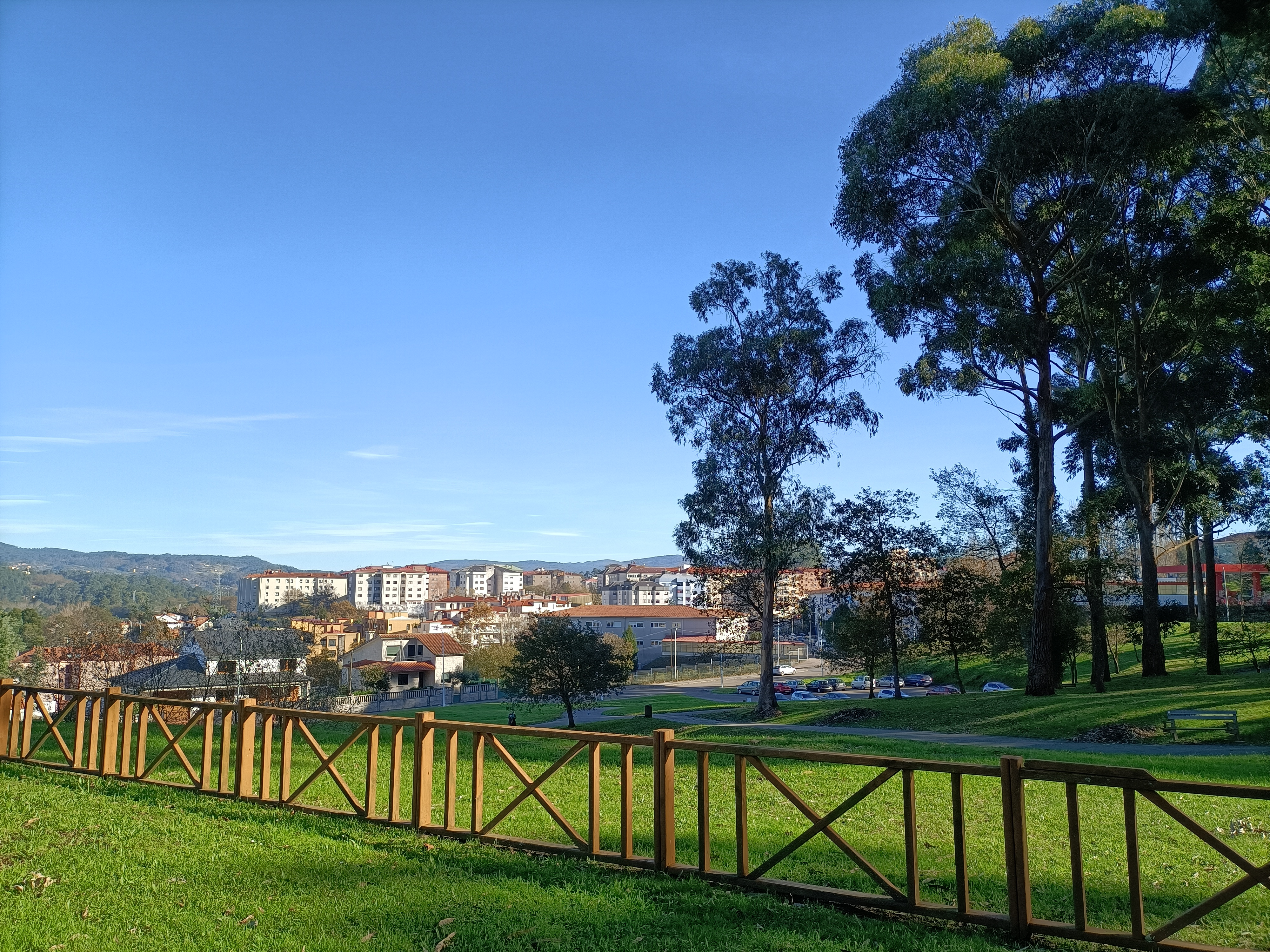
Vue partielle du quartier depuis le parc du Belvédère.

En 1973, le siège du Centre régional de l'Université nationale d'enseignement à distance a été inauguré à Pontevedra et en 1987 il a été installé dans le quartier.
En 20 ans, les champs de cultures et les pâturages sont devenus un quartier dortoir périphérique très proche du centre urbain, dont une grande partie des immeubles ont été construits dans les années 1980. En novembre 1988, le lycée Luis Seoane a été inauguré dans le quartier.
En novembre 1995, le contrat pour la construction du centre de santé de Monte Porreiro a été annoncé, qui a été inauguré en 1997.
L'église paroissiale catholique du Bon Pasteur a été inaugurée par Julián Barrio, l'archevêque de Saint-Jacques-de-Compostelle, le 9 octobre 2010. Son plan a la forme d'une coquille Saint-Jacques.
En 2011, on a inauguré le nouveau pont traversant le Lérez, reliant le quartier à la paroisse civile de Lérez et au Monastère Saint-Sauveur de Lérez.
Depuis 2020 le parc de la Place d'Europe dispose d'une tyrolienne de 20 mètres de long. En mai 2020 la municipalité de Pontevedra a créé un Metrominuto pour le quartier.

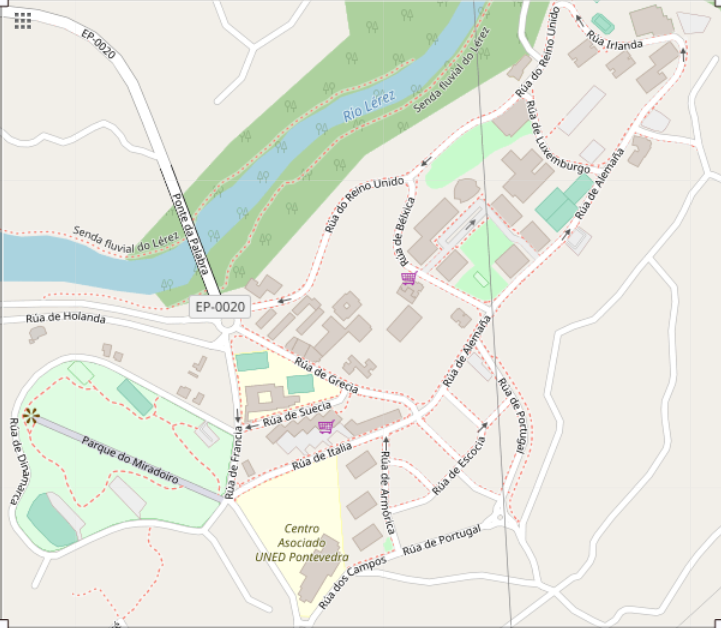
Carte de Monte Porreiro

## Urbanisme
Monte Porreiro est un quartier de la périphérie de Pontevedra situé au nord-est du centre ville. Il s'étend le long du Lérez. Les rues du quartier portent des noms de pays européens : France, Suède, Danemark, Pays-Bas, Royaume-Uni, Portugal, Luxembourg, Irlande, Allemagne, Belgique, Grèce. La place centrale du quartier est la place de l'Europe.
À l'ouest du quartier se trouve le parc du Belvédère et à l'est de celui-ci le parc UNED, qui faisaient partie de la villa "Buenos Aires", dont le propriétaire était Casimiro Gómez.
Tout près du quartier, en aval, se trouve la plage du Lérez.

## Équipements
Le siège du Centre associé de l'UNED de Pontevedra (créé en 1973) est situé dans le quartier depuis 1987. Parmi les établissements d'enseignement, le quartier compte le lycée Luis Seoane, l'école Marcos Portela, l'école maternelle Fina Casalderrey et la crèche A Galiña Azul.
Le quartier compte également un centre de santé et une église paroissiale et les installations sportives comprennent un terrain de football et de rugby.
La gare de Pontevedra-Universidad est proche du quartier.

## Fêtes et événements culturels
Les fêtes de quartier ont lieu chaque année autour des 4 et 5 mai et sont dédiées au saint patron de Monte Porreiro, le Bon Pasteur,,.

## Galerie d'images

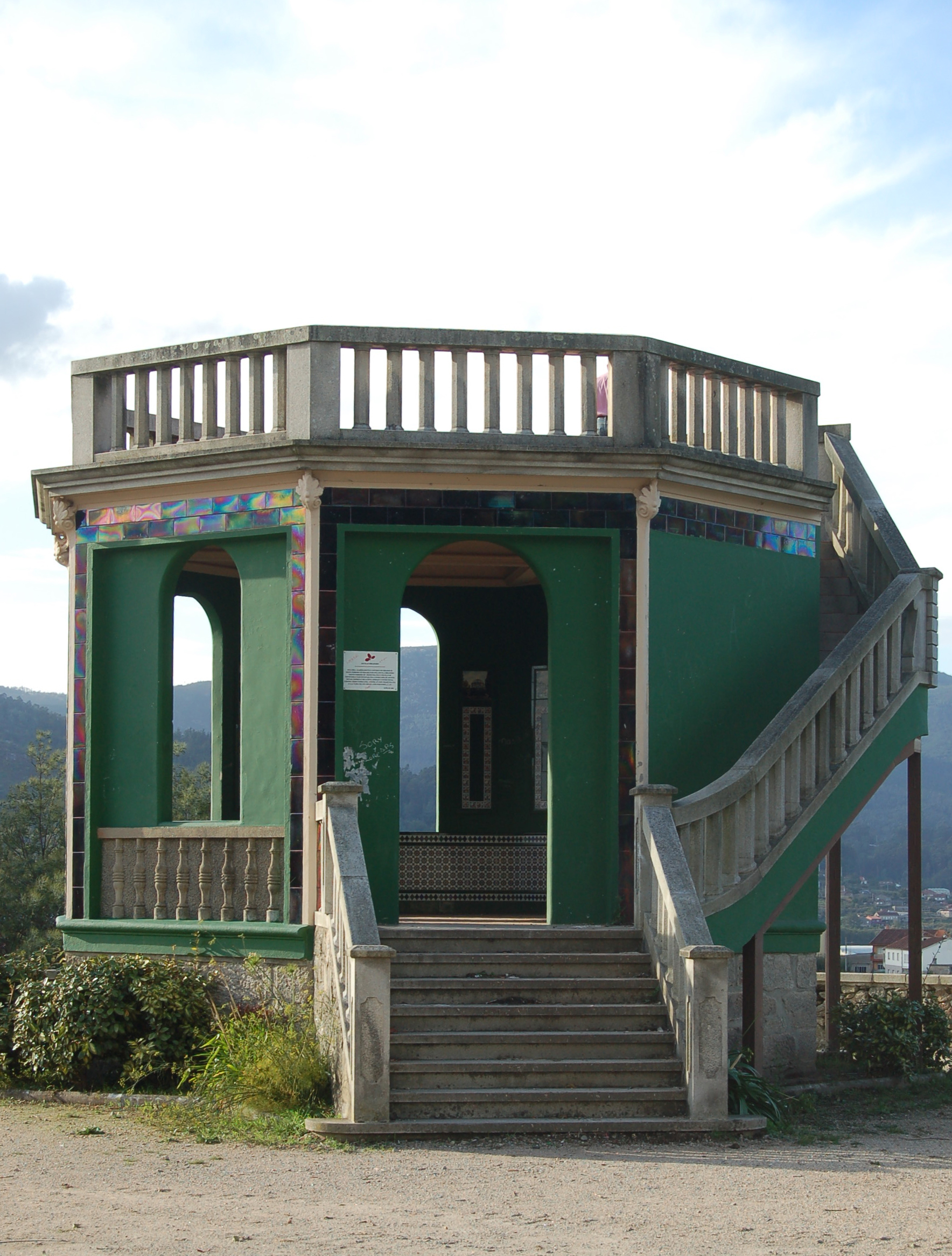
Belvédère du parc du Belvédère
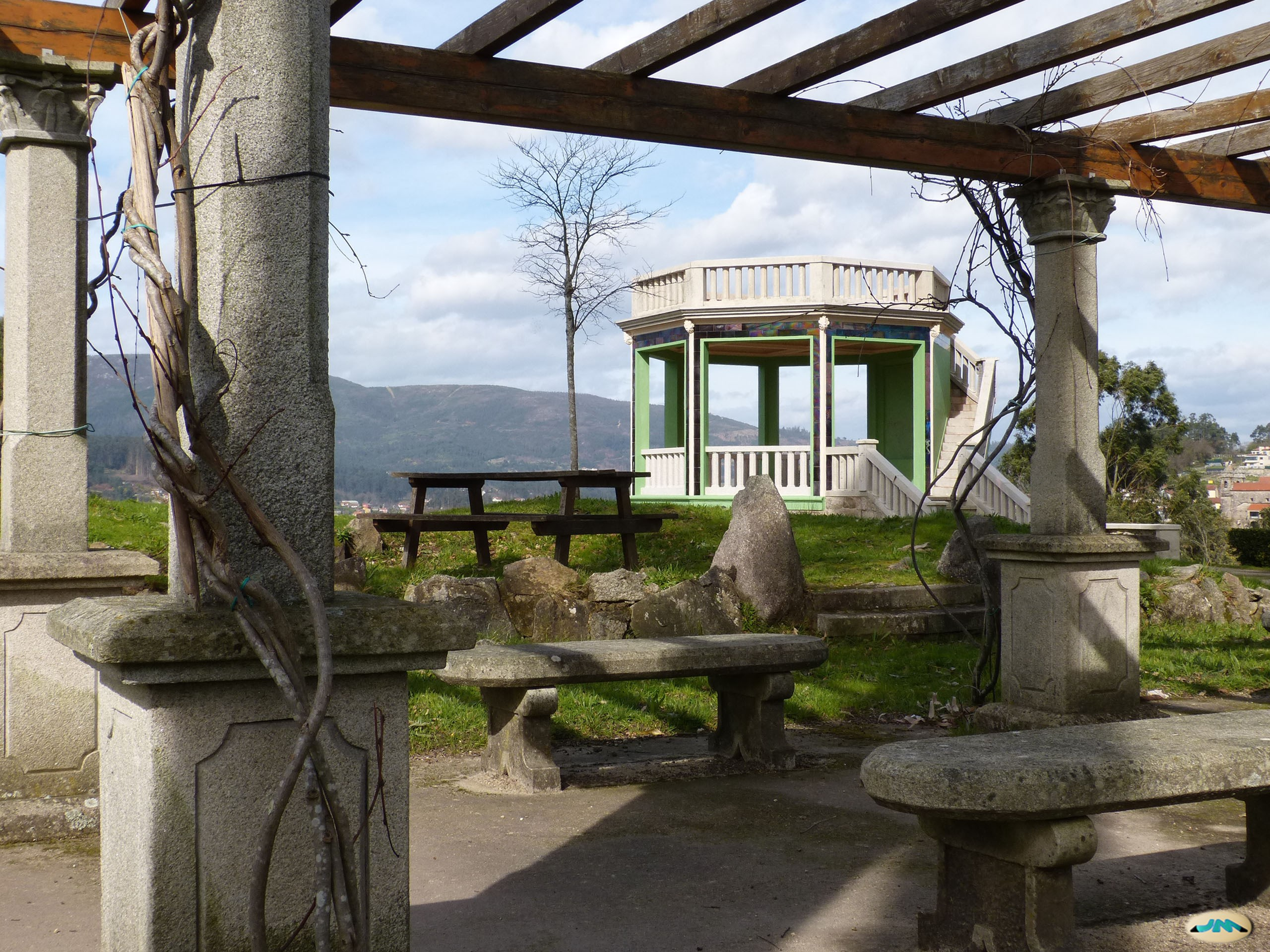
Parc du Belvédère
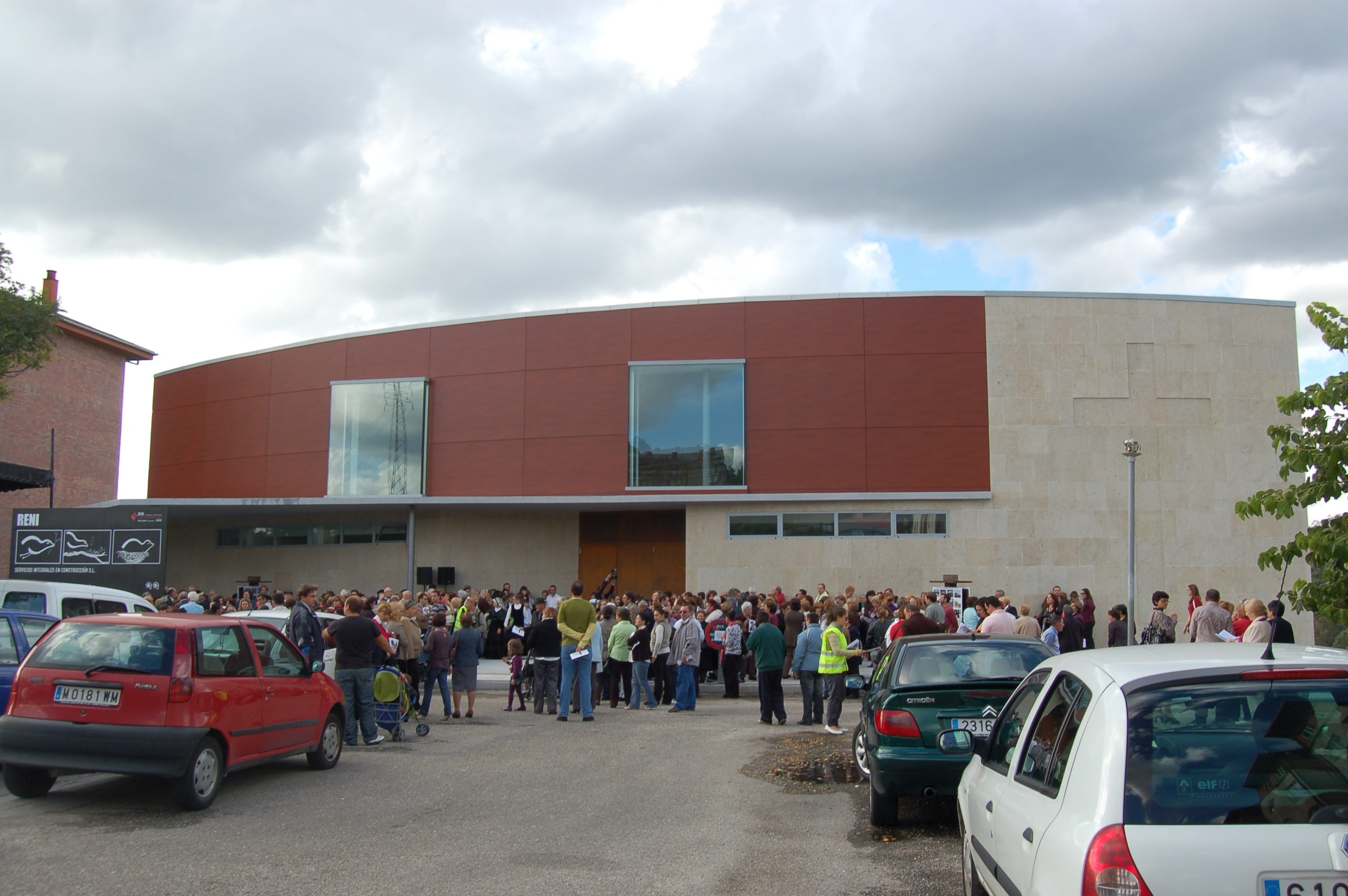
Église du Bon Pasteur
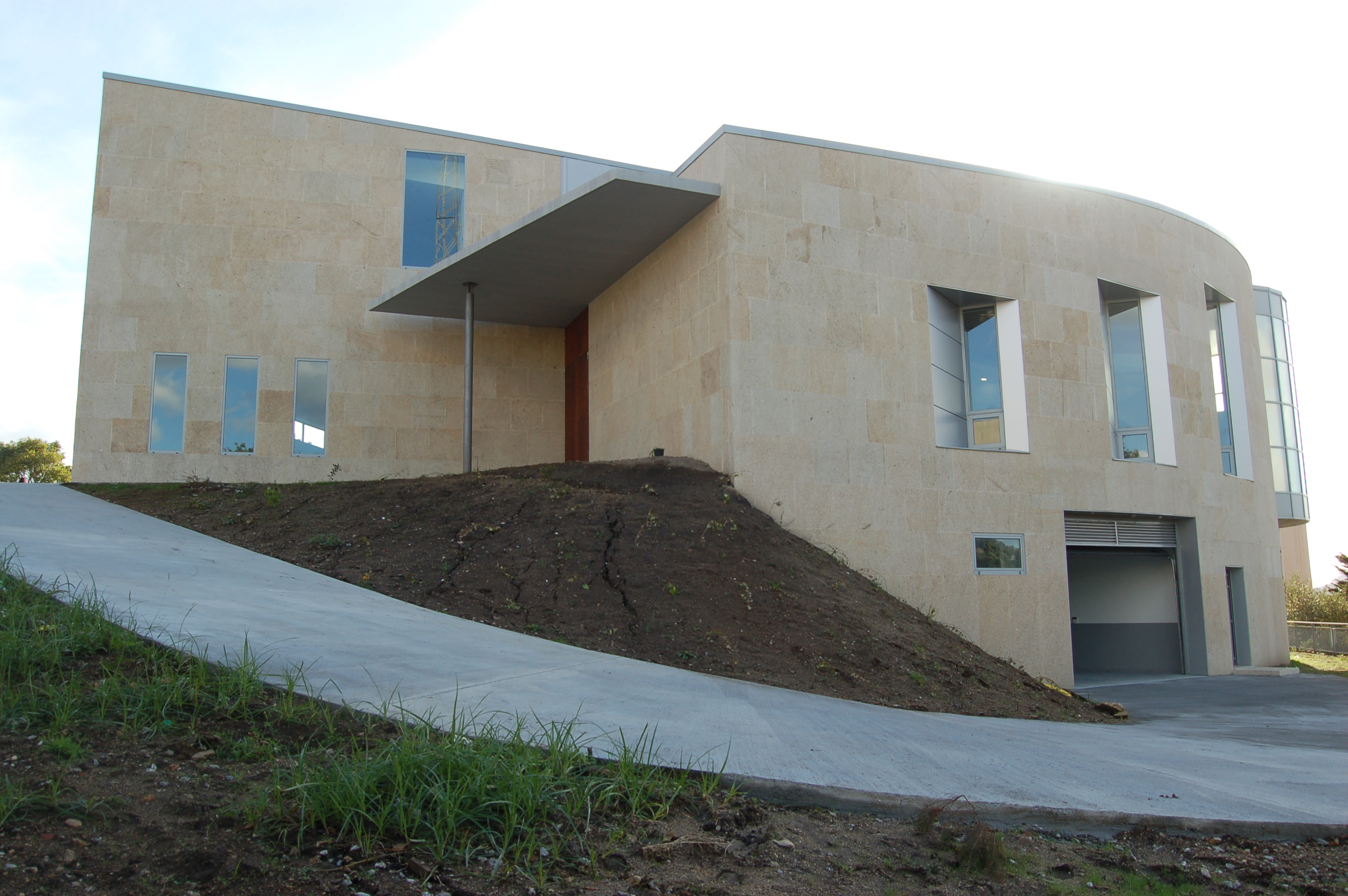
Église du quartier
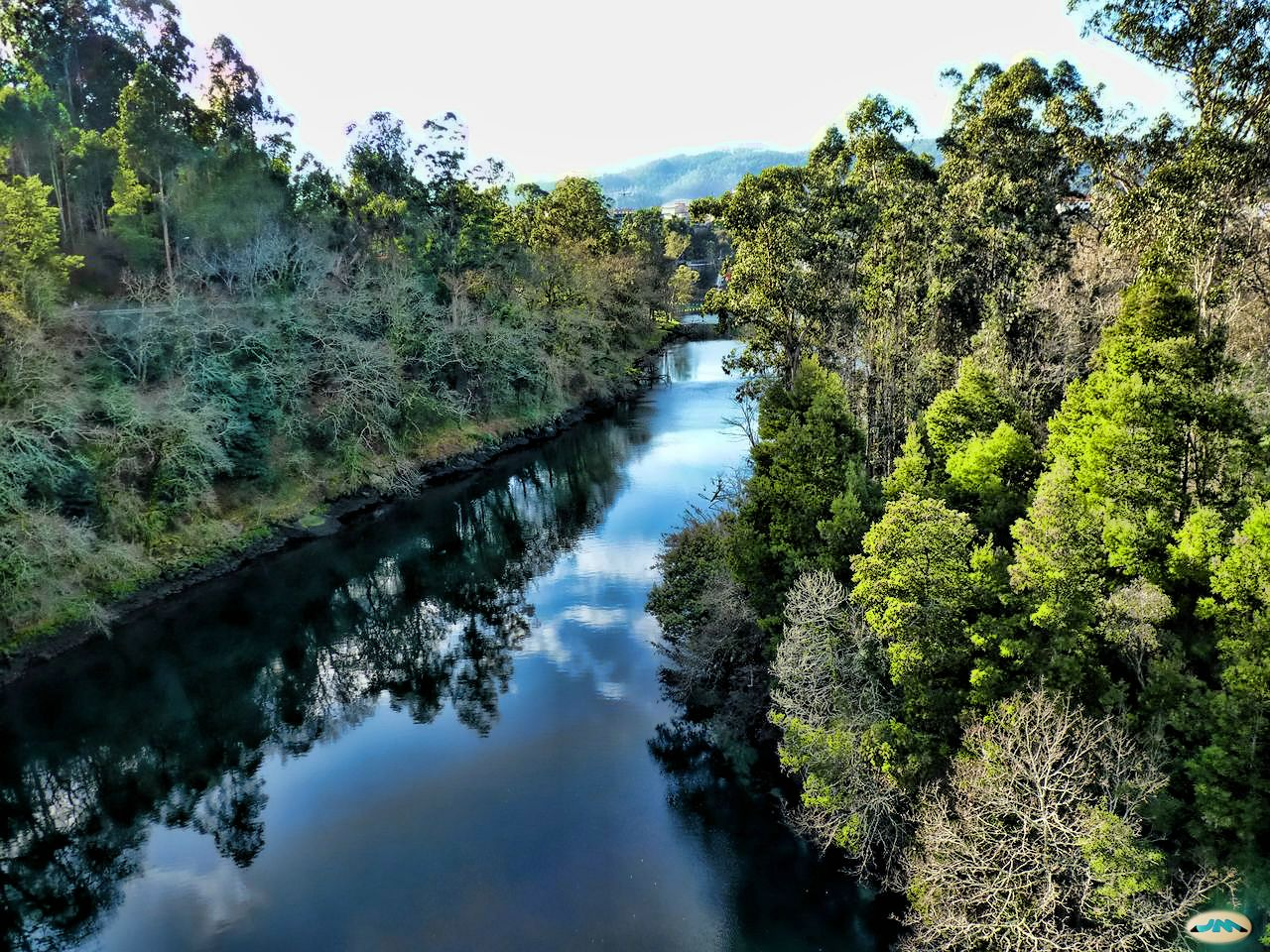
Fleuve Lérez
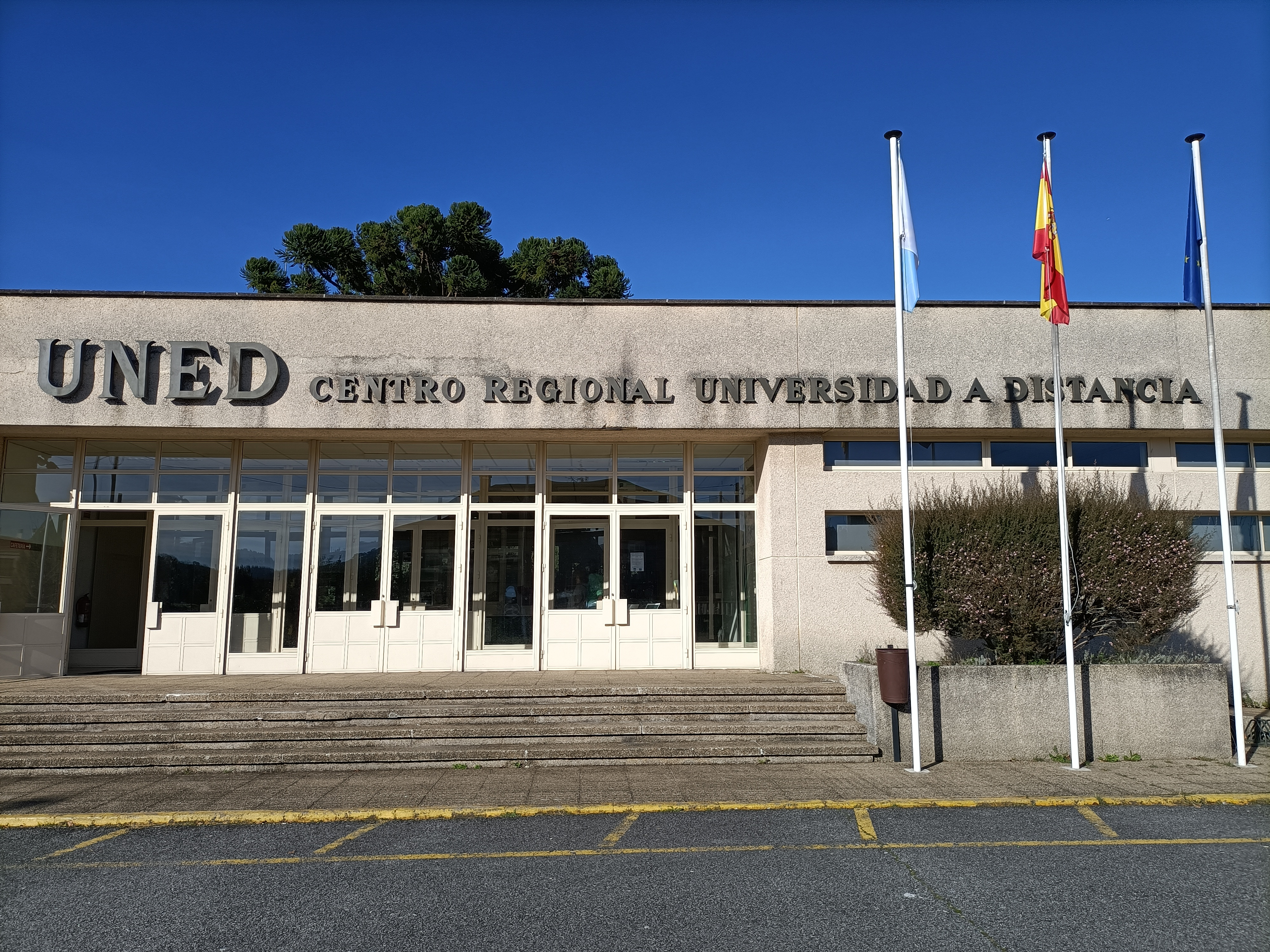
Siège de l'Université nationale d'enseignement à distance
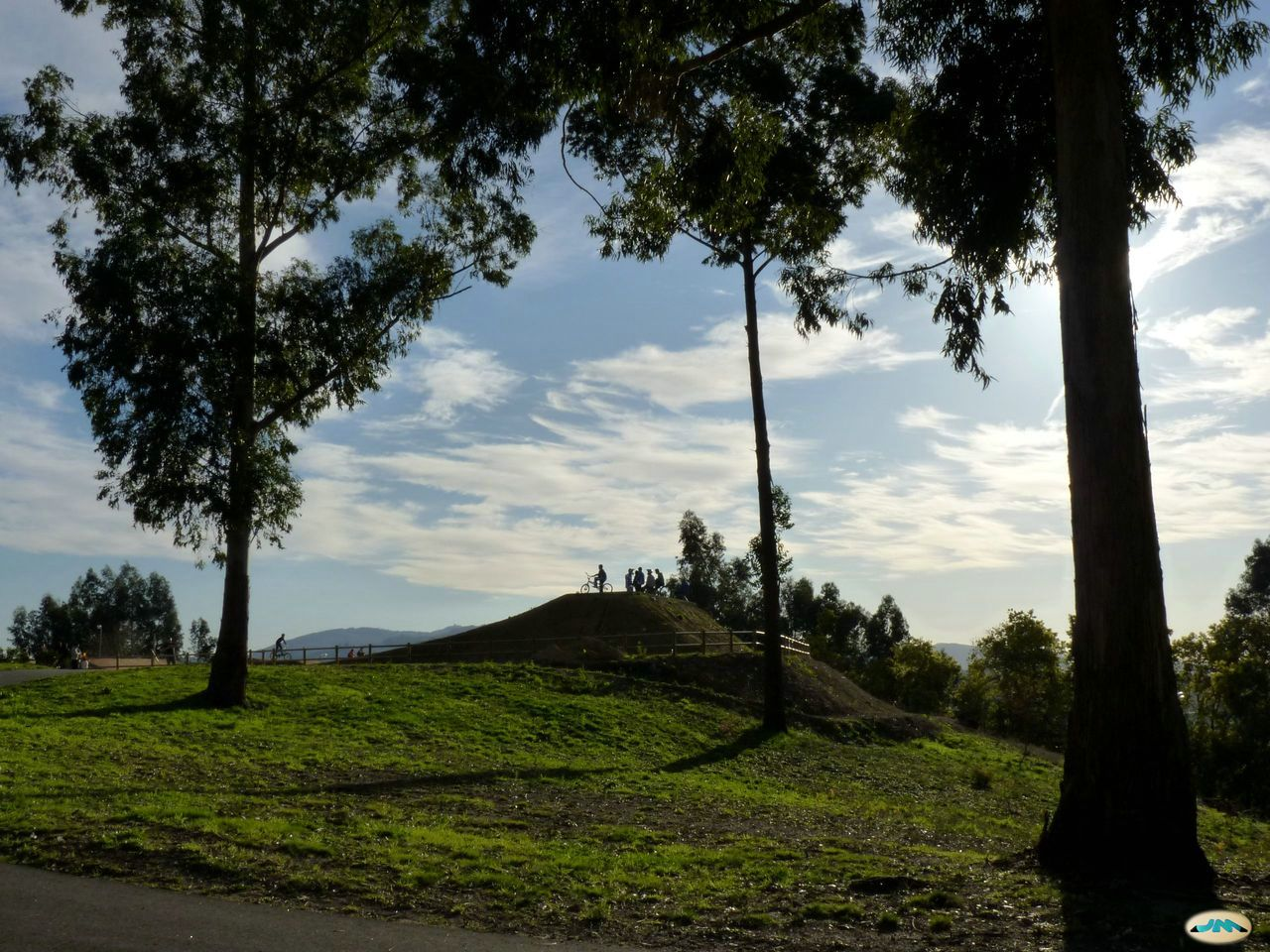
Piste de gymkhana
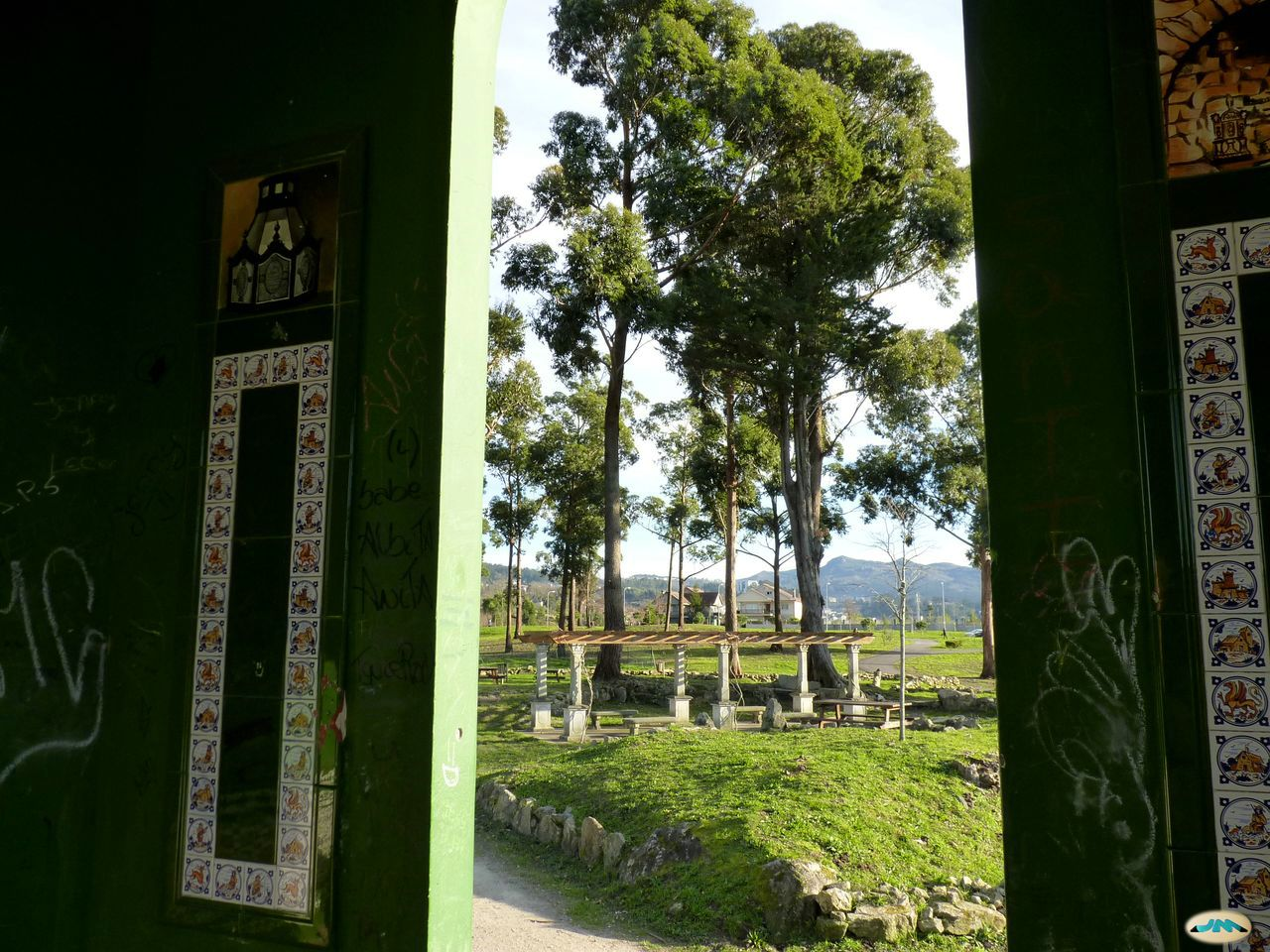
Pergola depuis l'intérieur du belvédère
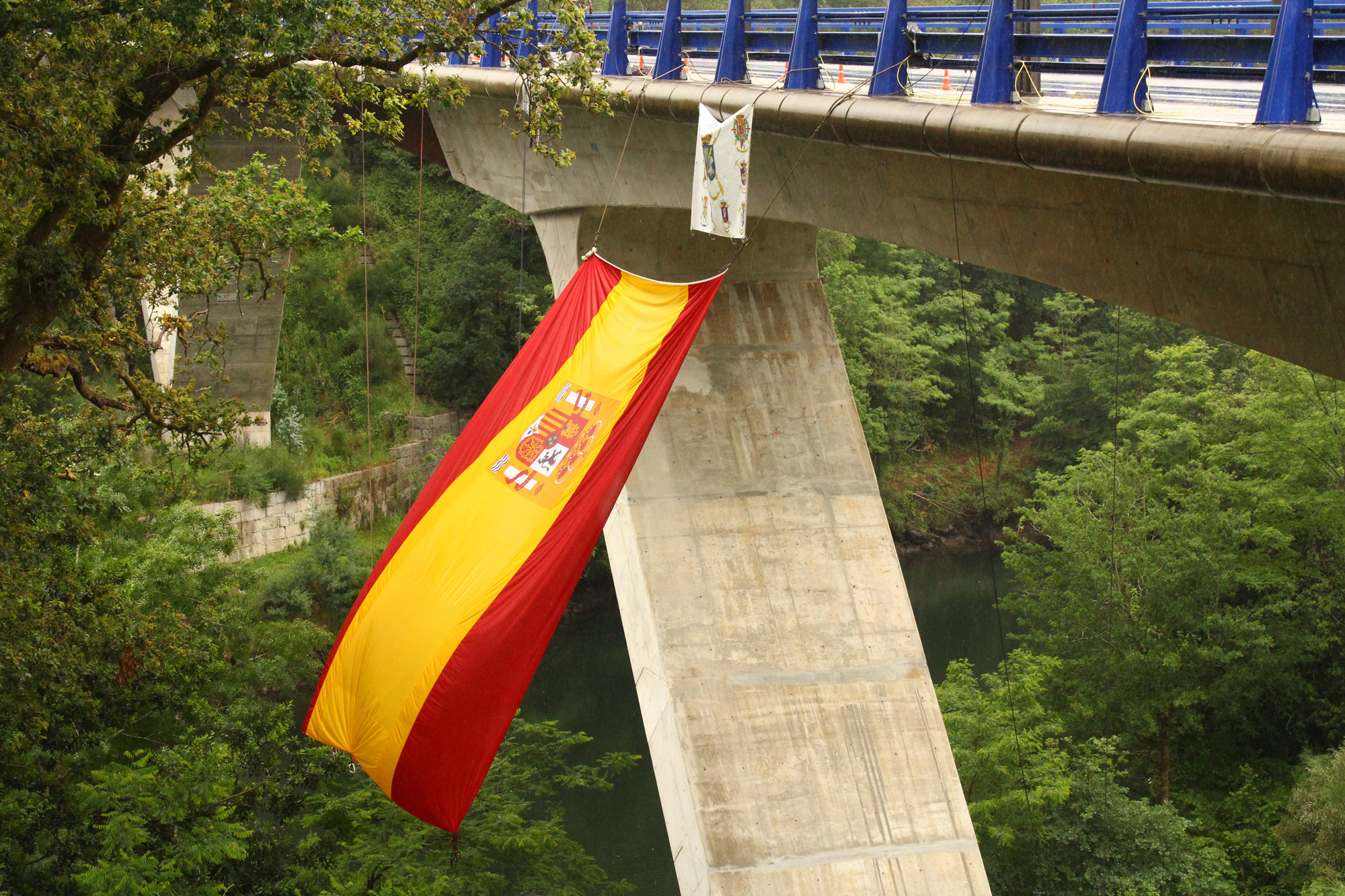
Pont de la Parole
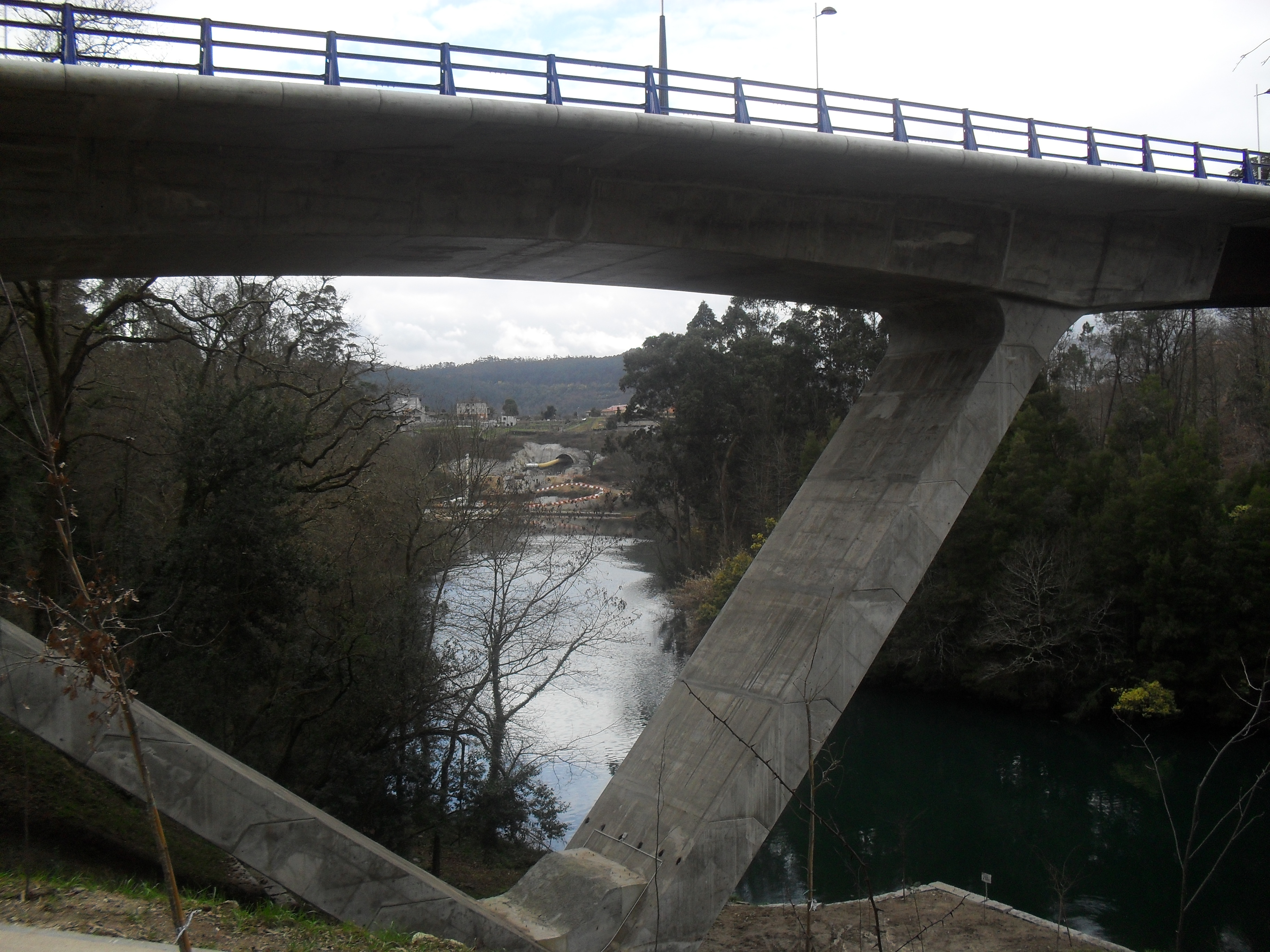
Pont de la Parole